# Reserva Natural d'Endla
La Reserva Natural d'Endla és una àrea protegida a la part sud de les Terres Altes de Pandivere. L'àrea protegida limita amb tres comtats: Järva (municipi de Järva), Jõgeva (Municipi de Jõgeva) i Põltsamaa) i el comtat de Lääne-Viru (municipi de Väike-Maarja). La mida de l'àrea protegida és de 10.110 hectàrees.
La zona va començar a protegir-se el 1980, quan es va establir la Zona de Conservació d'importància local Norwegian Springs i Endla Bog, a partir de la qual es va formar la Zona de Conservació Endla-Oostrik Bog el 1981. El 1985, es va establir la Reserva Natural Nacional d'Endla sobre la base de la reserva de pantans i l'estació de pantans de Tooma per protegir les zones de pantans característiques i les fonts càrstiques de les terres altes de Pandivere. L'èmfasi en la protecció també és el mateix a l'àrea reorganitzada com a reserva natural.
A l'àrea protegida hi ha nombrosos llacs relictes, el més gran dels quals és Endla Sinijärv. Alguns dels llocs més importants de l'àrea protegida són els pantans: el pantà d'Endla, el pantà d'Oostrik, el pantà de Rummallika, el pantà de Kanamatsi, el pantà de Linnusaare, el pantà de Kaasikjärve, el pantà de Männikjärve, el pantà de Toodiksaare i el pantà de Punaraba. El gruix de la capa de torba pot arribar fins a 8 metres. El pantà de Linnusaare és una reserva natural. S'hi han trobat al voltant de 180 espècies d'aus, 42 espècies de mamífers i al voltant de 450 espècies de plantes. Des de 1997, la Reserva Natural d'Endla està inclosa a la llista de llocs Ramsar.
La reserva natural d'Endla protegeix un sistema d'aigua dolça compost per aiguamolls, torberes, fonts i rius. Com a tal, juga un paper important en la recàrrega de les aigües del riu Põltsamaa. La flora està dominada per arbustos de pi i canyissars. A la reserva natural es poden trobar diverses espècies d'orquídies amenaçades. Les ocells rars o amenaçats també utilitzen la zona com a lloc de reproducció. Les instal·lacions per als visitants inclouen un centre de visitants, torres per a l'observació d'ocells i senders naturals.

## Galeria

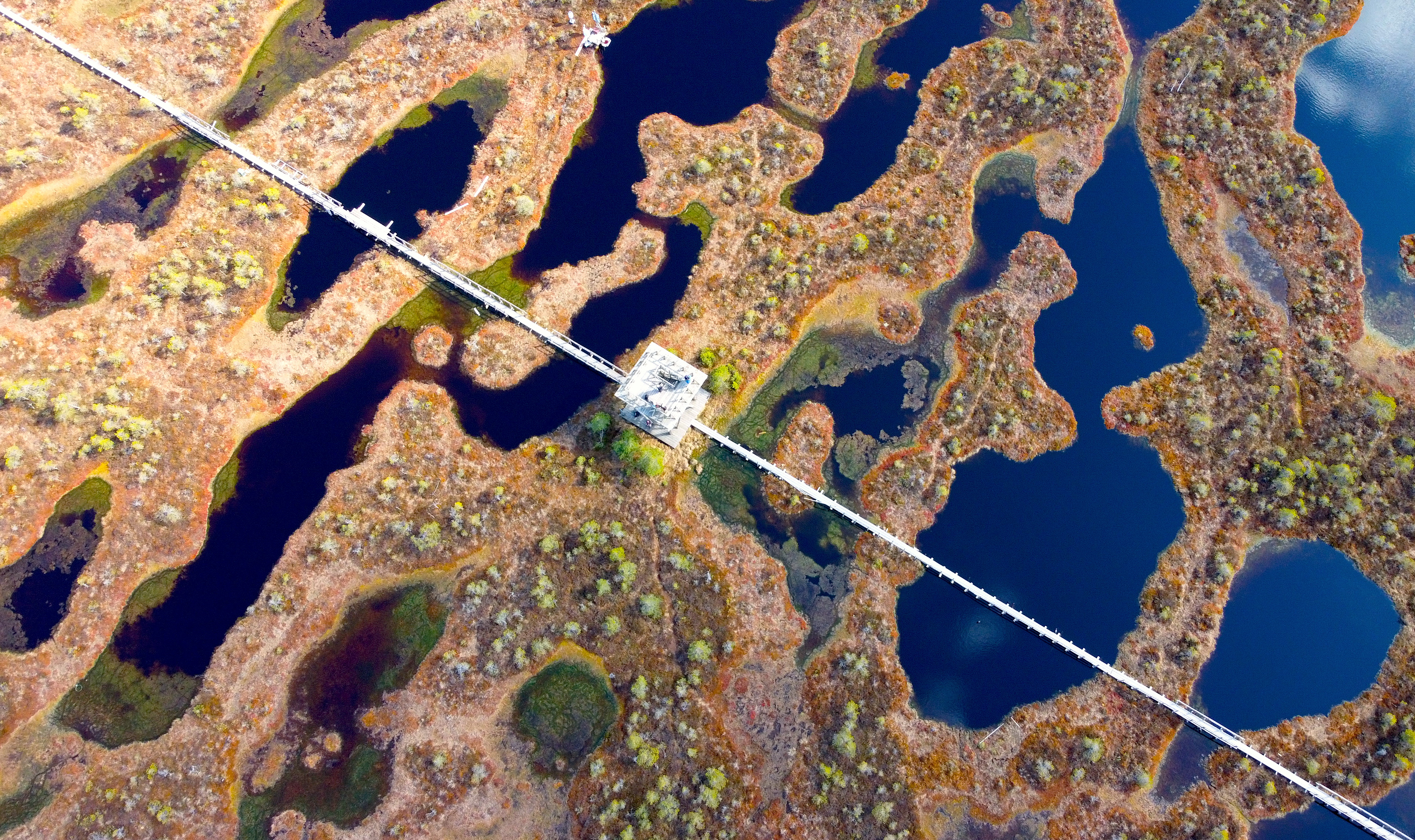
Reserva natural, passeig marítim i torre d'observació d'Endla a Jõgevamaa
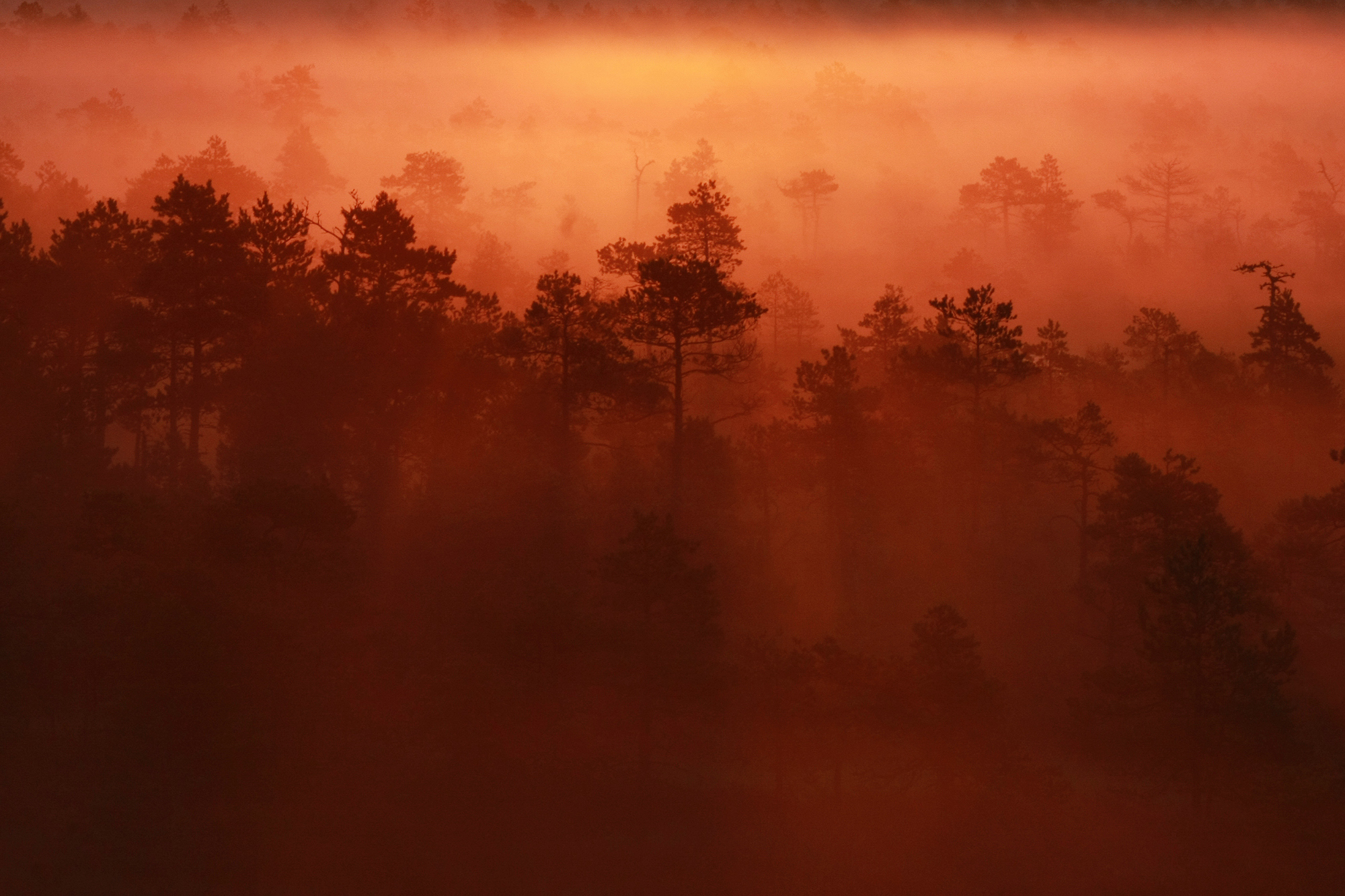
Pantà de Männikjärv
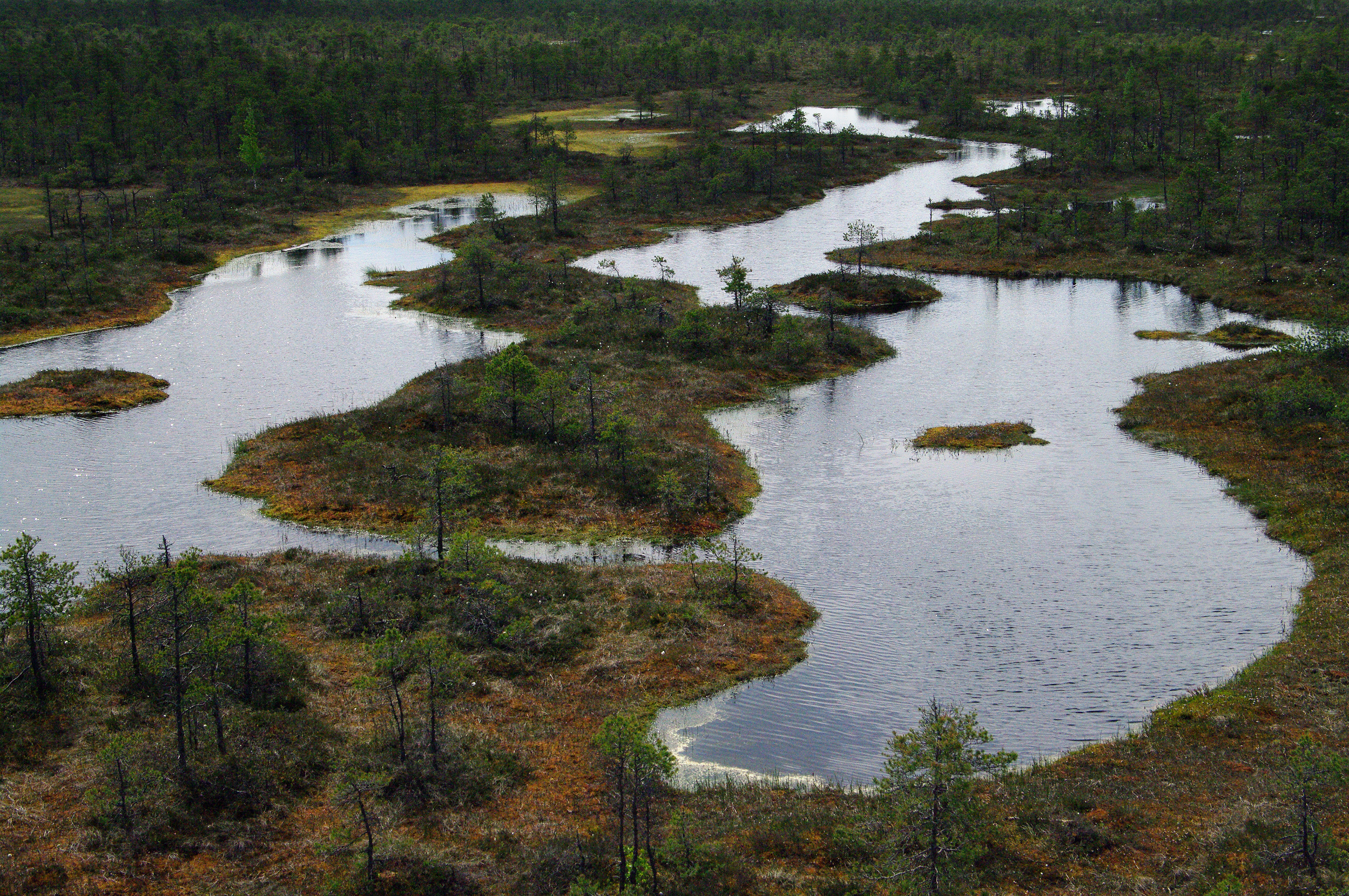
Vista del pantà de Männikjärve des de la torre sud
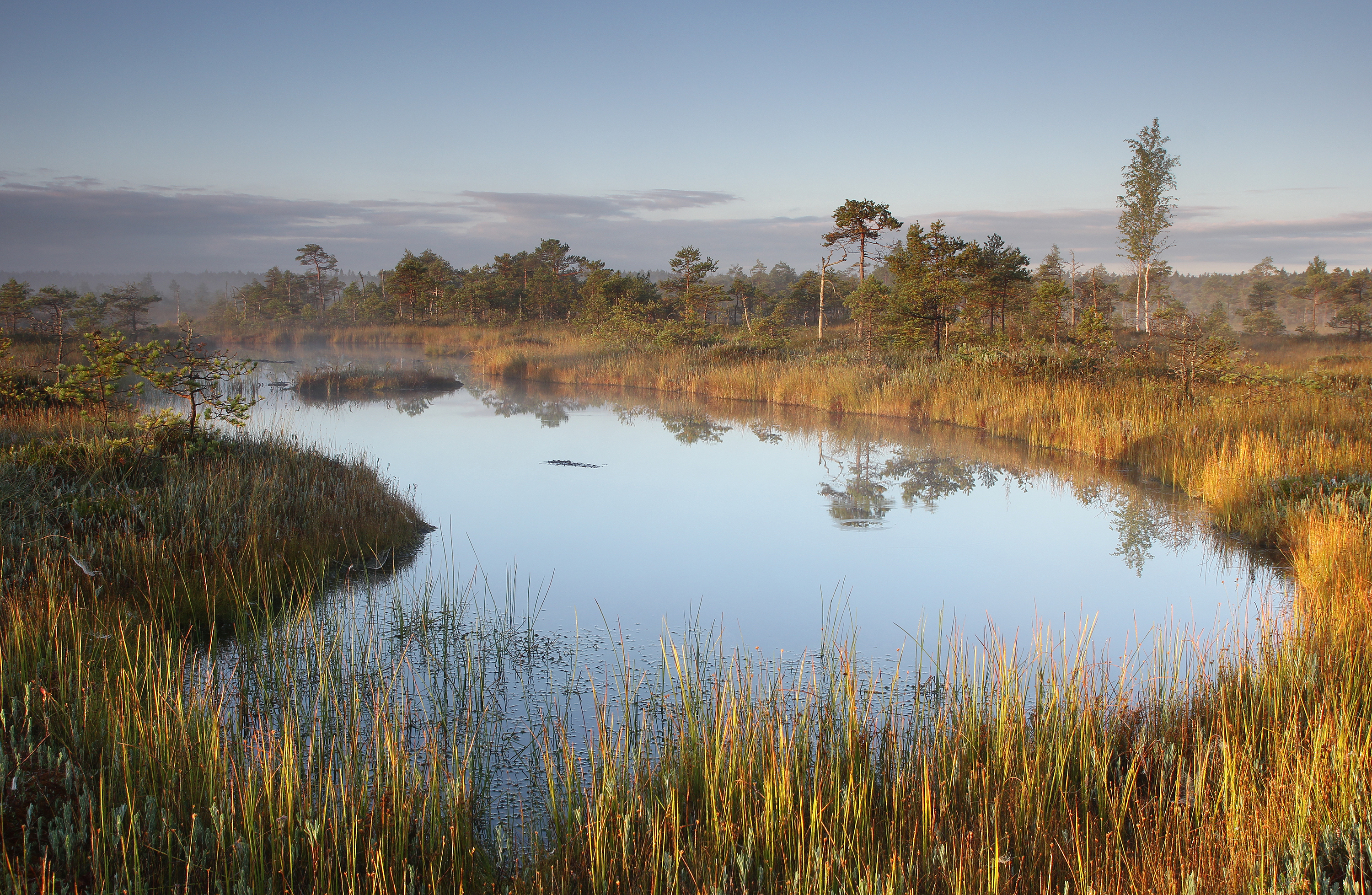
Alba a la vora d'un toll
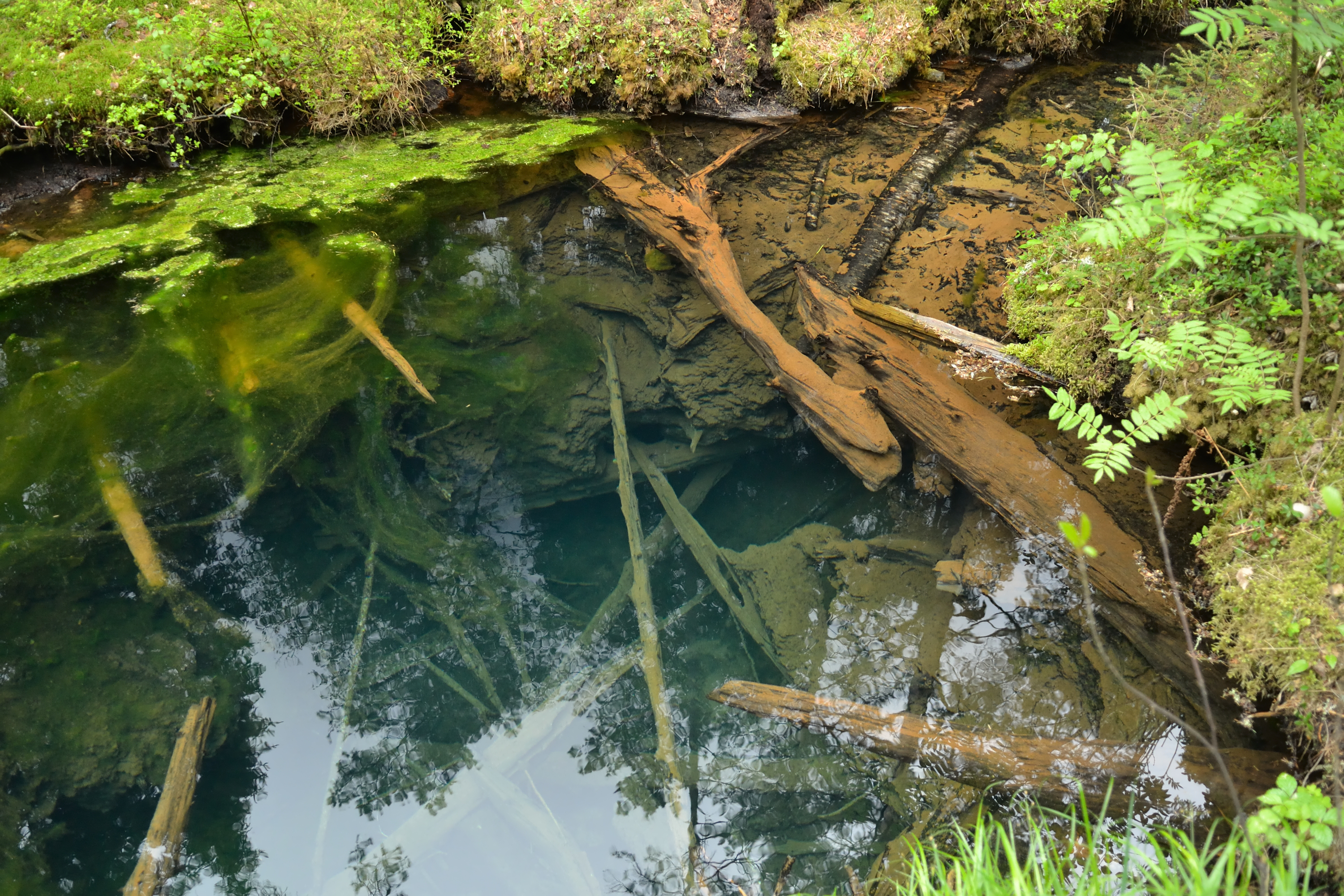
Primavera